# Kojijū
Kojijū (jap. 小侍従 Kojijū; ur. około 1121, zm. około 1202) – japońska poetka, tworząca na przełomie okresów Heian i Kamakura. Zaliczana do Trzydziestu Sześciu Mistrzyń Poezji. Znana także jako Matsuyoi no Kojijū.
Córka Ki no Mitsukiyo, kapłana w chramie Iwashimizu Hachiman-gū i poetki Hanazono Sadajinke no Kodaishin. W 1161 r. rozpoczęła służbę na dworze cesarskim, początkowo u cesarza Nijō, następnie u cesarzowej Tashi i cesarza Takakura. Wraz z Gishūmon-in no Tango i Nijō-in no Sanuki należała do kręgu poetów związanych z rodem Kujō, a w ostatnich latach życia uczestniczyła w konkursach poetyckich organizowanych przez eks-cesarza Go-Tobę.
W 1171 r. została mniszką buddyjską. 
Pięćdziesiąt trzy utwory jej autorstwa zamieszczone zostało w cesarskich antologiach poezji. Pozostawiła po sobie także prywatny zbiór wierszy Kojijū shū.